# Legislación del apartheid
El apartheid, que significa "separación" en afrikáans, fue un sistema social impuesto por los gobiernos de minoría blanca en Sudáfrica durante el siglo XX. Bajo este sistema los grupos étnicos estaban separados, y a la mayoría no blanca se le negaban numerosos derechos, como el de votar y el de libre circulación por el territorio nacional.
El propósito del apartheid era no sólo apartar a los habitantes que no eran blancos de los blancos, sino, además, a los distintos grupos de no blancos entre sí, es decir, hacer extensiva la segregación también a las otras etnias que poblaban la región. Aparte de los nativos africanos, había grupos de origen mixto y asiático, estos últimos principalmente de ascendencia india y malaya.
El sistema que se impuso en Sudáfrica se distingue particularmente de la segregación y discriminación racial que ocurrieron en otros países, por la forma sistemática en que fue implementado por el Partido Nacional, que llegó al poder en 1948, al ser formalizado de forma exhaustiva y amplia por medio de una serie de leyes dedicadas exclusivamente para tal fin.

## Antecedentes

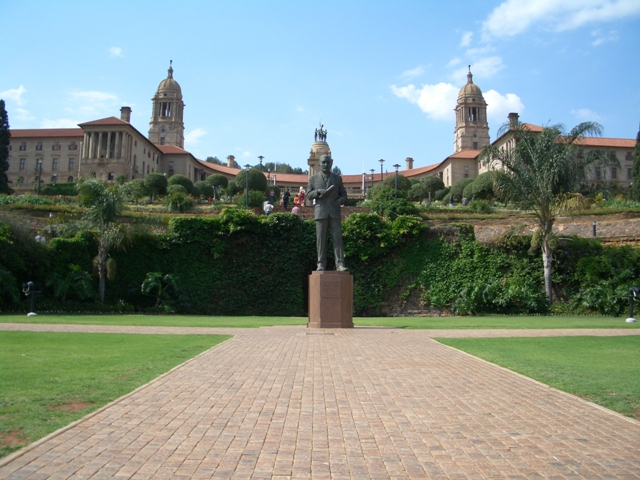
Estatua de Hertzog frente al palacio presidencial de Pretoria

La discriminación y la segregación racial eran hechos legalmente aceptados en Sudáfrica con anterioridad al gobierno del apartheid. Normas jurídicas precedentes, promulgadas en 1913, 1923, y 1936, habían reservado para uso de la población negra algunas áreas de terreno esparcidas a lo ancho del país.
En este periodo previo al apartheid, algunas de las leyes más significativas fueron la Ley de Tierras de Nativos No 27 de 1923, y la Ley de Nativos (Áreas Urbanas) de 1923. La primera prohibió a los negros la compra o alquiler de tierra propiedad de blancos excepto en áreas reservadas para tal efecto. La segunda sentó los fundamentos para la segregación en las zonas urbanas. 
En 1946, el gobierno de J. Barry Hertzog, quien fue primer ministro entre 1924 y 1939, logró socavar el voto de los habitantes de raza mixta al conceder el derecho al sufragio a las mujeres blancas, pero no así a las de color. Esto debilitó marcadamente la capacidad del electorado no blanco de incidir en las decisiones políticas del país.

### Ascenso del Partido Nacional al poder
Sin embargo, fue en 1948 cuando la legislación en la materia recibió un impulso decisivo, al realizarse los comicios que dieron por ganador al Partido Nacional (afrikáans: Nasionale Party), liderado por Daniel Malan. Esta agrupación había incluido expresamente una política de extensión y ampliación de la segregación racial, a la que llamó apartheid, entre los principios básicos de su plataforma.

### Legalización del apartheid
El Partido Nacional al llegar al gobierno acometió inicialmente una agenda legislativa que se conoció como el "pequeño apartheid". La primera ley de la etapa del "pequeño apartheid" fue la Ley de Prohibición de Matrimonios Mixtos No 55 de 1949, la cual prohibió los matrimonios de blancos con negros. Ésta fue seguida por la Ley de Inmoralidad No 21 de 1950 la cual reguló hasta las actividades privadas de los ciudadanos al prohibir la "fornicación ilegal", y "cualquier acto inmoral e indecente" entre una persona blanca y una persona africana, india, o de color.
A continuación, el gobierno empezó a preparar el terreno de lo que fue conocido como el "gran apartheid", el cual involucraba la separación espacial de las etnias. Inicialmente, el énfasis fue puesto en la separación racial hacia el interior de los centros urbanos. La Ley de Registro de Población No 30 de 1950 requería que cada habitante fuera clasificado como blanco, negro, o de color (esto es, de raza mixta); más tarde, se añadió también el rótulo "asiático", bajo una sección especial que hacía alusión a tales habitantes declarándolos "sin derechos".

## Política de desarrollo separado
La agenda de Verwoerd
Durante el gobierno de Hendrik Verwoerd como primer ministro (1958-1966), el apartheid evolucionó hacia lo que se llamaría la "política de desarrollo separado". Ésta apuntaba específicamente a conseguir que cada uno de los grupos africanos (bantúes) pasara a constituirse en una nación con su propio territorio: es en ese momento cuando cristaliza formalmente el concepto de bantustán.
Ya antes de convertirse en primer ministro en 1958, Verwoerd participó activamente, como ministro de educación del gobierno anterior en la implementación del "gran apartheid". Durante su gestión al frente de dicho ministerio estableció en 1953 el Departamento de Educación Bantú, el cual creó un sistema totalmente nuevo y separado para los estudiantes no blancos. El propósito de este sistema era preparar desde temprana edad a los africanos para que aceptaran su rol de subordinación frente a los blancos. En relación con este tema, Verwoerd en 1953 al crear el sistema de educación separado, declaró al periódico afrikáans Die Burger lo siguiente:
"Cuando tenga control de la educación 'nativa', la reformaré de forma tal que a los 'nativos' se les enseñe para que caigan en cuenta de que la igualdad con los europeos no es para ellos".
"No hay espacio para el africano dentro de la comunidad de europeos más allá del nivel de cierta clase de labores. No es de ningún uso para el recibir entrenamiento cuya meta final es el ser absorbido por la comunidad europea".

## Las leyes del apartheid
Ley de Prohibición de Matrimonios Mixtos No 55 de 1949
Prohibió los matrimonios entre blancos y personas de otras razas. Desde 1946 hasta que se aprobó esta ley ocurrieron tan sólo 75 matrimonios mixtos y 28.000 matrimonios blancos.
Ley de Inmoralidad No 21 de 1950 (luego modificada en 1957 -Ley 23)
Prohibió el adulterio, los intentos de adulterio, y los demás actos completamente inmorales (sexo extramarital) entre blancos y personas de otras razas.
Ley de Registro de Población No 30 de 1950
Supuso la creación de un registro de población en el que se anotaba la raza de cada persona. Una junta de clasificación tenía la facultad de decidir el estado racial oficial de una persona en casos de dudas o disputas.
Ley de Agrupación por Áreas No 41 de 1950
Llevó a la separación física entre razas al crear áreas residenciales dedicadas exclusivamente para cada grupo étnico. Supuso la mudanza forzosa de gente que vivía en el sitio "equivocado", como por ejemplo el gran número de mestizos que vivían en Ciudad del Cabo.
Ley de Supresión del Comunismo No 44 de 1950
Prohibió el comunismo y la existencia del partido comunista en Sudáfrica. El comunismo fue definido de una manera tan amplia y ambigua que en la práctica cubría a cualquiera que protestara por cambios. Los acusados como comunistas podían ser proscritos de toda actividad política y forzados a permanecer bajo restricciones en un área determinada del territorio.

#### Ley de pases
Tuvo lugar en Sudáfrica y fue causa de la matanza de Sharpeville. En la provincia de Transvaal, la policía abrió fuego contra una manifestación pacífica de ciudadanos que protestaban contra la llamada ley de pases. El resultado fue una de las peores matanzas de civiles perpetradas en el país.
Ley de Trabajadores Bantú de la Construcción No 27 de 1951
Permitió que miembros de la población negra recibiera instrucción y entrenamiento para trabajar en el sector de la construcción; sin embargo, sólo podían trabajar en las áreas designadas para los negros. La ley criminalizó la ejecución de trabajo de construcción en las zonas urbanas reservadas, con la excepción de las zonas ocupadas por la población negra.
Ley de Representación Separada de los Electores No 46 de 1951
Junto con la enmienda de 1956, esta ley supuso el retiro de la población mixta del registro de electores.
Ley de Prevención de Ocupación Ilegal No 52 de 1951
Esta ley le dio al Ministerio de Asuntos Nativos la facultad de desalojar a la población negra de las tierras de propiedad privada, y forzar su envío a campamentos especialmente destinados a estos desplazados.
Ley de Autoridad Bantú No 68 de 1951
Volvió a establecer una serie de organizaciones de tipo tribal, anteriormente disueltas, para que en lo sucesivo representaran los intereses de la población negra, al mismo tiempo que se disolvía el Consejo de Representación Nativo.
Ley de Enmienda de las Leyes de Nativos de 1952
Restringió la definición que categorizaba a aquellos nativos miembros de las etnias africanas que podían mantener residencia en centros urbanos. La llamada "sección 10" de dicha ley limitó la residencia de negros en los centros poblados sólo a aquellos que habían nacido en ellos y adicionalmente o habían vivido allí por 15 años consecutivos, o no habían estado desempleados en ningún momento durante los 15 años anteriores, o habían trabajado continuamente bajo el mismo empleador por 10 años.
Ley de Nativos No 62 de 1952
Conocida como la Ley de Pase, prohibió el simple desplazamiento físico de los negros desde las zonas rurales a las ciudades. Para ello se requería permiso previo de las autoridades. En caso de que un negro tuviera un pase de visita, su estadía en la ciudad estaba limitada a tres días, a menos que en ese lapso de tiempo consiguiera un trabajo.
Ley del Trabajo de Nativos (Resolución de Conflictos Laborales) de 1953
Prohibió la participación de trabajadores negros en huelgas.
Ley de Educación Bantú No 47 de 1953
Estableció en 1953 el Departamento de Educación Bantú, el cual creó un sistema totalmente nuevo y separado para los estudiantes no blancos. Este departamento preparó un plan y sistema de estudios ajustado a la "naturaleza y necesidades del pueblo negro". El propósito de este sistema era preparar desde temprana edad a los africanos para que aceptaran su rol de subordinación frente a los blancos. El autor de este plan, el ministro de educación Hendrik Verwoerd, alegó que el propósito era evitar que los negros recibieran una educación que les llevara luego a aspirar a puestos de trabajo que no les sería permitido tener; en su lugar recibirían entrenamiento para las labores que efectuarían en los bantustanes, o bajo el mando de blancos.
Ley de Servicios Públicos Separados No 49 de 1953
Esta ley forzó la separación del espacio de uso de los servicios públicos, destinándose áreas reservadas a los blancos y otras para los no blancos. Esto buscó eliminar el contacto entre los blancos y otras razas. Letreros "sólo para blancos" y "sólo para no blancos" fueron colocados. La ley estableció que no era necesario equiparar la calidad de las instalaciones o espacios reservados para cada grupo.
Ley de Reubicación de Nativos No 19 de 1954
Otorgó poderes al gobierno para remover forzosamente a ciudadanos no blancos dentro y en las inmediaciones del distrito de Johannesburgo. En la práctica la intención era lograr la reubicación de los negros de Sophiatown a Soweto (al suroeste de Johannesburgo).
Ley Modificatoria del Trabajo Negro No 59 de 1955
Modificó los sistemas de resolución de disputas en el trabajo para los ciudadanos de color.
Ley de Desarrollo de Áreas por Grupo No 69 de 1955
Estableció un Comité para asistir en la disposición de los bienes de las personas a ser reubicadas, asistirles en su inminente reubicación, y coordinar con los gobiernos locales que recibían a estas personas.
Ley de Nativos No 66 de 1956
Negó a los negros el recurso de peticionar y ejercer acciones legales en las cortes en caso de ser expulsados de sus viviendas y reubicados forzosamente en otras áreas del país.
Ley de Inversión Corporativa Bantú No 34 de 1959
Creó esquemas financieros, comerciales, e industriales para las áreas habitadas por la población negra.
Ley de Extensión de Educación Universitaria No 45 de 1959
Prohibió el acceso de negros a las universidades reservadas para la población blanca. Definió que las instituciones de educación terciaria debían de ser establecidas exclusivamente para atender o a blancos, o a negros, o a mestizos.
Ley de Promoción de Autogobierno Bantú No 46 de 1959
Eliminó la participación en el parlamento de representantes negros; además, clasificó a la población no blanca, distribuyéndola en ocho grupos diferenciados según su ascendencia étnica, y creó diez bantustanes donde éstos habrían de asentarse. A cada grupo se le asignó también un Comisionado General, que sería el responsable de preparar una nueva "patria" para las personas que tuviere a cargo, y de allanar el camino para la formación de un gobierno independiente del gobierno central de los blancos.
Ley de Reservas y Comunas de Personas Mestizas No 3 de 1961
Ley de Preservación de Áreas Mestizas No 31 de 1961
Esta ley permitió al gobierno tomar posesión y mantener en custodia tierras cuyo destino posterior sería ser entregadas a las comunidades de color.
Ley de Alcaldías Urbanas Bantú No 79
Creó alcaldías para los negros en las zonas urbanas; éstas se suponía coordinaban con las autoridades de los respectivos bantustanes. 
Ley Antiterrorista de 1967
Estableció la Oficina de Seguridad del Estado (BOSS - Bureau of State Security), la cual asumió la responsabilidad por la seguridad interna de Sudáfrica. Esta ley permitía la detención indefinida y sin proceso judicial de aquellos que el estado considerara como un posible riesgo contra la seguridad nacional.
Ley de Ciudadanía de las Patrias Bantú de 1970
Cambió la condición legal de todos los habitantes de bantustanes al retirarles la ciudadanía sudafricana, independientemente de su lugar de nacimiento, residencia, u origen, forzando en ellos la adopción de la ciudadanía del bantustán al que habían sido asignados. El propósito fundamental de esta ley fue asegurar que los ciudadanos blancos se convirtieran de iure en la mayoría de la población.
Ley de Constitución de las Patrias Bantú No de 1971
Incrementó los potenciales poderes que tendrían los gobiernos de las patrias autogobernadas, lo que apuntalaba la creación de bantustanes independientes.
Ley de Identificación No 72 de 1986
Canceló la Ley de Nativos No 62 de 1952 (Ley de Pase) y modificó aspectos de la Ley de Registro de Población No 30 de 1950. El principal cambio fue la eliminación de códigos que reflejaban en los números de identificación el grupo étnico de la persona.
Ley Restaurativa de Ciudadanía Sudafricana No 73 de 1986
Devolvió la ciudadanía sudafricana a los ciudadanos de Transkei, Bofutatsuana, Venda y Ciskei, que habían nacido en Sudáfrica antes de la independencia de los respectivos bantustanes, o que habían sido residentes permanentes de Sudáfrica.

## Disolución del apartheid
La abolición del apartheid fue producto de los cambios políticos que ocurrieron en Sudáfrica a finales de la década de 1980 y principio de la década de 1990. La política del apartheid creaba cada vez más controversias y oposición internacional. Se habían impuesto sanciones económicas; algunas incluso requerían la desinversión total en Sudáfrica. La moneda sudafricana, el rand, llegó a un nivel tan bajo que el gobierno se vio obligado a declarar un estado de emergencia en 1985, que debió mantenerse por cinco años.
En febrero de 1989, el presidente PW Botha sufrió un ataque de apoplejía y fue reemplazado por Frederik de Klerk. En su primer discurso como presidente, en febrero de 1990, De Klerk anunció que empezaría un proceso de eliminación de leyes discriminatorias, y que levantaría la prohibición contra los partidos políticos proscritos —incluyendo el principal y más relevante partido de oposición negro, el Congreso Nacional Africano (ANC, del inglés ‘’African National Congress’’), que había sido declarado ilegal 30 años antes.
Entre 1990 y 1991 fue desmantelado el sistema legal sobre el que se basaba el apartheid. En marzo de 1992, en la última ocasión en que sólo los blancos votaron, un referéndum le concedió facultades al gobierno para avanzar en negociaciones para una nueva constitución con el ANC y otros grupos políticos. Las mismas se prolongaron por largos meses, pero finalmente las partes llegaron a un acuerdo sobre un borrador de constitución.